# Системный риск финансового сектора

Совет по финансовой стабильности — международная организация, отвечающая за разработку и координацию политик по обеспечению финансовой стабильности в странах Группы двадцати.

Системный риск финансового сектора (англ. systemic risk of a financial sector) — возможность возникновения сбоя в предоставлении финансовых услуг, который вызывается ухудшением состояния всей финансовой системы или ее части и имеет потенциальные серьезные отрицательные последствия для реальной экономики.
Определение системного риска финансового сектора как унифицированного понятия было предложено в 2009 году совместно МВФ, Банком международных расчетов и Советом по финансовой стабильности в «Руководстве по оценке системной важности финансовых институтов, рынков и инструментов», подготовленном для Группы двадцати.
Ключевые элементы определения:
- финансовые услуги — услуги финансового посредничества, услуги по управлению рисками и услуги по проведению платежей, то есть весь набор функций, выполняемых финансовой системой;
- функциональное разрушение финансового сектора или его неспособность выполнять свои задачи (функции);
- наличие реальной угрозы для нефинансового сектора экономики (в противном случае речь может идти о псевдориске, не имеющего системного влияния за пределами финансового сектора).

Исследования системного риска финансового сектора с 2010-х годов находятся в активном развитии, в результате чего его формальное определение еще не устоялось. Системный риск финансового сектора находит три интерпретации:
1. Системный риск в наибольшей степени связан с риском ликвидности («системным риском ликвидности»), который может повлечь за собой реализацию кредитного и рыночного риска в финансовом секторе. В таком случае на кредитора последней инстанции ложится главная ответственность за предотвращение ситуации, при которой крупные финансовые институты или финансовые конгломераты не способны своевременно выполнять свои обязательства. Основное внимание уделяется системно значимым финансовым институтам и системно значимым финансовым инструментам.
2. Системный риск используется для описания степени уязвимости финансового сектора, когда внутренние или внешние негативные шоки находят распространение в сети внутрисекторальных связей, в результате чего эффект первоначального шока усиливается. В таком случае макропруденциальная политика должна сконцентрироваться на выявлении потенциальных шоков, к которым может быть уязвим финансовый сектор, а также каналов их распространения. Денежные власти должны уделять внимание финансовому циклу, которому подвержен национальный финансовый сектор, и угрозам со стороны внешнего сектора.
3. Системным риск как вероятность того, что финансовые проблемы одного финансового института или группы институтов по цепочке взаимосвязей на финансовых рынках распространятся на другие институты и таким образом охватят весь финансовый сектор. Для оценки сетевого системного риска необходимо будет применять специальный анализ взаимосвязей на денежном рынке и рынке капиталов, а также анализировать системно взаимозависимых игроков.

Таким образом, для системного риска финансового сектора характерны две особенности. Во-первых, его системность определяется степенью негативного эффекта для нефинансового сектора – главного потребителя услуг и продуктов финансовых посредников. Иными словами, если угрозы для нефинансового сектора не существует, значит, риск не носит системного характера. Во-вторых, риск должен охватывать весь финансовый сектор, вне зависимости от природы первоначального шока. Если индивидуальный риск не находит распространения в финансовом секторе, вряд ли он может быть классифицирован как системный риск.